# Bad Schallerbach
Bad Schallerbach är en ort och kommun i Österrike. Den ligger i distriktet Grieskirchen i förbundslandet Oberösterreich, 180 kilometer väster om huvudstaden Wien.
Kommunen består av tre orter (Ortschaften) (inom parentes invånarantal 1 januari 2024):
- Bad Schallerbach (4 416)
- Gebersdorf (25)
- Schönau (99)